# Heerlen
Heerlen este un oraș în provincia Limburg, Țările de Jos.

## Localități componente
Heerlen, Heerlerbaan, Heerlerheide, Hoensbroek, Welten, Zeswegen, Grasbroek, Meezenbroek, De Hees, Molenberg.